# Laura Slade Wiggins
Laura Slade Wiggins (Athens, Georgia; 8 de agosto de 1988) es una actriz y cantante estadounidense.

## Vida y carrera
Wiggins nació en Atenas, Georgia, hija de Kathy Wiggins y el destacado abogado de Atenas, Mark Wiggins. Ella ha aparecido en las producciones de Dance of the Dead, Eleventh Hour, y un episodio de CSI: Crime Scene Investigation titulado "World's End". Wiggins interpretó a una adolescente embarazada en un episodio de la cuarta temporada de Private Practice llamado "The Hardest Part", que se estrenó el 31 de marzo de 2011. También apareció en la comedia de la película Hit List. En 2013 aparece de forma recurrente interpretando a Irene en la serie de The CW, The Tomorrow People.

### Shameless
En el verano de 2010, se unió a la serie de drama Shameless como Karen Jackson, siendo uno de los personajes principales. Después de una exitosa primera temporada, la serie fue renovada para una segunda temporada estrenada el 8 de enero de 2012. Wiggins continuó siendo parte del elenco principal durante las dos primeras temporadas y como personaje recurrente hasta la tercera temporada.

## Filmografía

### Cine
| Año  | Título                              | Rol                 | Notas        |
| ---- | ----------------------------------- | ------------------- | ------------ |
| 2008 | Dance of the Dead                   | BFF #1              |              |
| 2011 | Day of the Living                   | Amy                 | Cortometraje |
| 2012 | Hit List                            | 13-yr old Charlotte |              |
| 2014 | The Ganzfeld Haunting               | Molloy              |              |
| 2014 | Hard Drive                          | Debs                |              |
| 2016 | Take Flight                         | Grace               |              |
| 2016 | 20th Century Women                  | Lynette Winters     |              |
| 2017 | Rings                               | Faith               |              |
| 2017 | Cradle Swapping                     | Michelle            |              |
| 2017 | Jax In Love                         | Daisy               | Cortometraje |
| 2019 | Nancy Drew and the Hidden Staircase | Helen Corning       |              |
| 2019 | Stand!                              | Rebecca Almazoff    |              |

### Televisión
| Año       | Título                            | Rol                    | Notas                                                                   |
| --------- | --------------------------------- | ---------------------- | ----------------------------------------------------------------------- |
| 2006      | Not Like Everyone Else            | Kimberly               | Telefilme                                                               |
| 2007      | Girl, Positive                    | Lindsey Carter         | Telefilme                                                               |
| 2008      | Eleventh Hour                     | Belinda Shea           | Episode: "Flesh"                                                        |
| 2011-2013 | Shameless                         | Karen Jackson          | 30 episodios                                                            |
| 2011      | Private Practice                  | Lisa                   | Episodio: "The Hardest Part"                                            |
| 2011      | Cooper and Stone                  | Maya                   | Corto                                                                   |
| 2012      | The Finder                        | Claire                 | Episodio: "Eye of the Storm"                                            |
| 2012      | Blackbox TV                       | Monica Stratford       | Episodio: "Silverwood: Red Ink"                                         |
| 2013      | Perception                        | Patti Walace           | Episodio: "Toxic                                                        |
| 2013      | The Cheating Pact                 | Meredith Porter        | Cortometraje                                                            |
| 2013-2014 | The Tomorrow People               | Irene Quinn            | 5 episodios                                                             |
| 2014      | Law & Order: Special Victims Unit | Carly Rydell           | Episodios: "Comic Perversion"                                           |
| 2014      | Intelligence                      | Rebecca Strand         | Episodio: "Cain and Gabriel"                                            |
| 2014      | Starving in Suburbia              | Hannah Warner          | Telefilme                                                               |
| 2010-2014 | CSI: Crime Scene Investigation    | Zoe Tate / Cantante #4 | Episodio: "Dead Rails" (Zoe Tate), Episodio: "World's End (Cantante #4) |
| 2015      | Comedy Sketch TV Time, Okay?      | Siri                   | Episodio: "Holographic iPhone Siri"                                     |
| 2017      | Chicago P.D.                      | Juliana                | Episodio: "Remember the Devil"                                          |